# Légion germanique
Pour les articles homonymes, voir Légion.
La légion germanique également appelée légion de Rosenthal est une unité militaire, théoriquement constituée de volontaires allemands combattant sous commandement français. Créée le 4 septembre 1792, elle est dissoute le 27 juin 1793 pour former la « Légion de la Fraternité ».

## Formation
L'idée de former un corps d'armée avec des volontaires patriotes (ce terme désignant les sympathisants de la Révolution française) allemands est née durant l’été 1792. C'est sans doute l'exemple de la légion des Belges et des Liégeois unis qui inspira le Prussien Anachasis Cloots et le Saxon Saiffert, tous deux résidant à Paris, l'idée d'une légion appelée d'abord légion prussienne, puis légion vandale. 

Un problème se présenta rapidement : celui du recrutement de cette unité, la France comptant peu d'Allemands patriotes émigrés. Cloots eut alors l'idée de recruter les déserteurs des troupes autrichiennes et prussiennes. Un décret de la Législative d'août 1792 accorda à ces derniers une pension viagère de 100 livres. Dans l'esprit de Cloots et des adjoints militaires les colonels Dambach et van Hayden, la légion germanique ne devait pas être seulement un refuge de déserteurs, mais le « noyau de la future liberté germanique ». Saiffert composa un hymne dont le refrain était : « Lève-toi peuple opprimé ; debout, vous qui parlez la même langue, soyez libres comme les Français ».
Une « capitulation » (c'est-à-dire un traité) fut conclue entre les chefs de la future légion et le ministère de la guerre stipulant que la légion ne serait pas engagée contre des troupes autrichiennes ou germaniques et qu'aucun Français n'y serait accepté.
 L'existence de la légion fut officialisée par une loi du 4 septembre 1792. Très vite la capitulation fut violée et l'on admit dans la légion des Allemands, des Prussiens, des Hollandais mais également des Français, originaires en majorité d'Alsace et de Lorraine germanophone. Marceau et Augereau firent ainsi partie de la légion.
Cependant, un des recrutements les plus prolifiques fut fait auprès des anciens Gardes suisses : près de 300 de ceux qui avaient survécu à la prise des Tuileries, une fois libérés, ont opté pour l’engagement dans l’armée française, en l’occurrence cette légion où ils pouvaient trouver des germanophones.

## Historique
D'abord employée à rétablir l'ordre dans la région de Chartres, celle-ci fut envoyée sur le front des Ardennes, ce qui allait à l'encontre de la capitulation. Après le déclenchement de l’insurrection vendéenne, la légion fut envoyée dans l'Ouest. Au même moment, des accusations de « despotisme » furent lancées contre les chefs de la légion, et certains officiers, comme Marceau, furent relevés par les représentants en mission en Vendée[réf. nécessaire]. Les Suisses, anciens gardes du roi Louis XVI, sont nombreux à déserter pour rejoindre l’armée catholique et royale, et sont suivis par d’autres germanophones. Par exemple, après la bataille de Saumur (9 juin), de nombreux soldats de la Légion germanique, et notamment des Suisses libérés, se rallient aux Vendéens. 
En juin 1793, la légion ne compte plus qu'un millier d'hommes, contre 2 599 lors de son départ de Belgique. À la suite de ces évènements la légion est dissoute le 22 ou le 27 juin 1793 et ses membres sont réorganisés sous le nom de « Légion de la Fraternité », commandée par le colonel Louis Paul de Beffroy et le lieutenant-colonel Burac. D'après Jérôme Croyet, l'infanterie forme le 22e bataillon de chasseurs et les hussards le 11e hussards. Pour Charles-Louis Chassin, l'infanterie forme le 11e bataillon de chasseurs, incorporé le 22 décembre dans la 13e brigade lègère, et la cavalerie forme le 19e 19e régiment de chasseurs à cheval. À noter que le certificat de mort d'un certain Schelegue, établi par le 22ème régiment d'infanterie à Saumur an l'an 2, porte que celui-ci à fait partie de la légion germanique à l'instant de sa création, que dans le 22ème régiment extrait de ladite légion, il a professé  les principes du plus pur républicanisme.
Des soldats de la Légion germanique ont participé en tant qu'auteurs aux fusillades et noyades de Nantes alors que ceux qui avaient rallié la cause des Vendéens et qui avaient été faits prisonniers ont été victimes de ces exécutions.

## Personnalités
- Claude François Thomas Sandoz alors lieutenant-colonel en chef des arquebusiers
- François Séverin Marceau alors lieutenant des cuirassiers légers
- Pierre Ismert alors lieutenant des cuirassiers légers,